# Giovanni Monevi

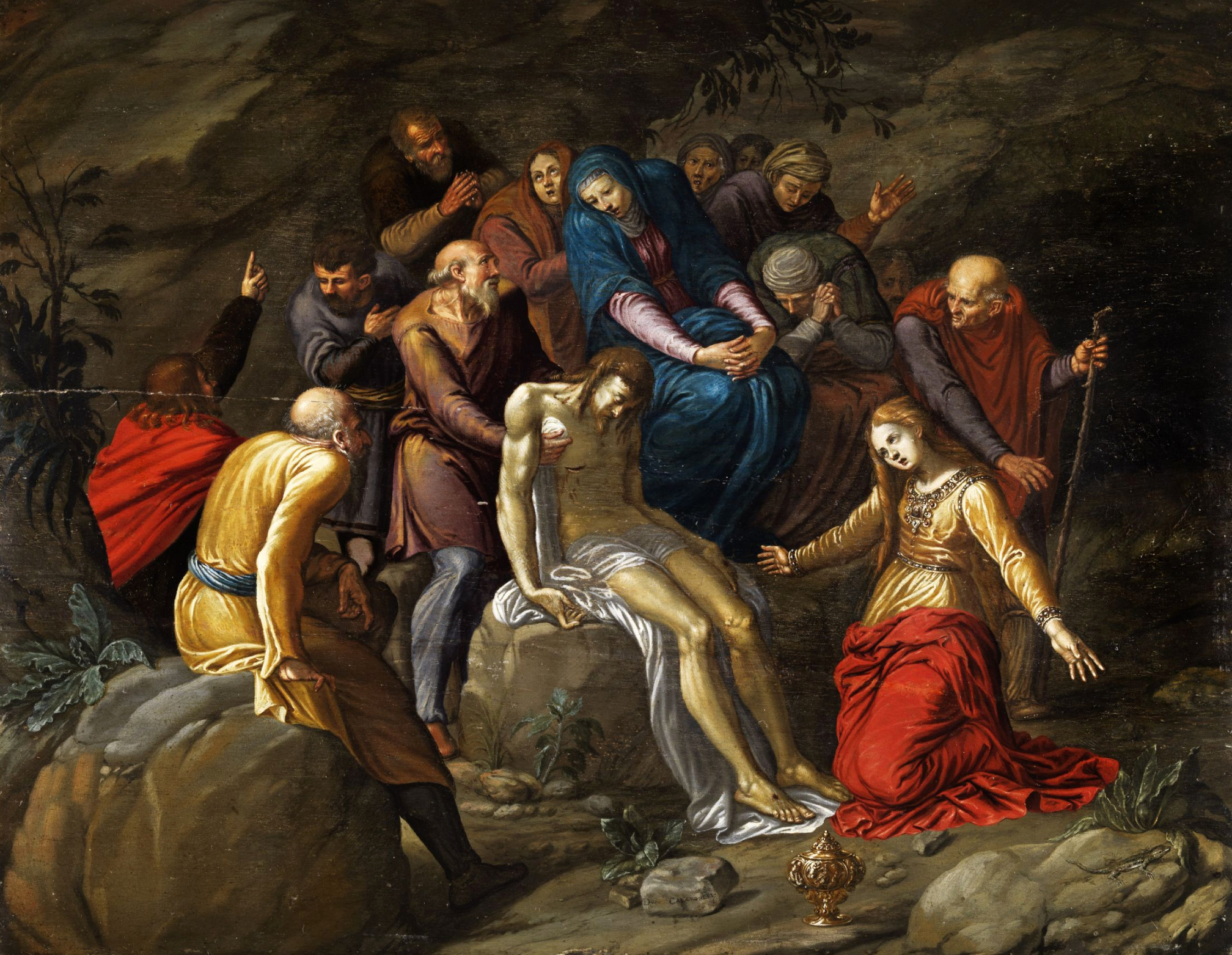
Tumulazione di Cristo, Giovanni Monevi

Giovanni Monevi o Monevo (Visone, 18 maggio 1637 – Visone, 15 dicembre 1714) è stato un pittore italiano del periodo barocco.

## Biografia
Giovanni Monevi nasce in una frazione di Visone denominata ancora oggi Monevi, da Giovanni Battista e da Maria Rizzola. La famiglia (il cui nome era in origine nel XV secolo Malnepos, corrotto progressivamente in Malnevos e quindi in Monevus) non è particolarmente benestante, ma sfruttando forse le aderenze con la famiglia visonese dei Bonelli (imparentati, attraverso il cardinale Michele Bonelli, con il papa San Pio V) riesce a mandare il giovane Giovanni a Roma, per sviluppare le sue precoci inclinazioni verso la pittura sotto la guida di Giovanni Francesco Romanelli.
Già nel 1657, appena ventenne, ritorna al proprio paese natale per aprire una propria bottega e in quell’anno riceve subito dal vescovo di Acqui, Giovanni Ambrogio Bicuti, l’incarico di realizzare una tela per l’altare maggiore del Duomo raffigurante l’Assunta. Grazie anche agli apprezzamenti della corte vescovile, la notorietà di Monevi non tarda ad arrivare, permettendogli di acquisire una certa fama nel panorama artistico locale e, di conseguenza, una sempre crescente agiatezza.
Nel 1660 sposa Camilla Bocca, appartenente a una delle più antiche e aristocratiche famiglie del paese, da cui avrà ben nove figli.
Nella bottega, che intanto lavora sempre più a pieno regime, trovano negli anni posto insieme ai lavoranti anche almeno due dei suoi figli, Giovanni Battista e Angela Maria, e forse anche un terzo, Francesco. Giovanni Battista in particolare proseguirà l’attività pittorica, sebbene con minori risultati rispetto al padre, conciliandola con l’ingresso in seminario e l’ordinazione sacerdotale. Nel 1690 diventerà parroco di Visone e a lui toccherà officiare le esequie del padre nel 1714.
Sebbene molte opere siano andate perdute, di Giovanni Monevi rimangono numerosissime tele, distribuite principalmente nella parte meridionale della diocesi di Acqui, e alcuni pregevoli cicli di affreschi nella Cattedrale.
A Monevi è stata intitolata la Scuola elementare statale di Visone.

## Stile
Lo stile di Monevi risente tutto sommato poco dell’influsso della scuola romana di primo seicento nella quale fu educato. La lunga e intensa attività piemontese lo avvicina però anche molto a grandi maestri locali, primo fra tutti Guglielmo Caccia detto il Moncalvo, da cui trae molte ispirazioni in particolare per quel che riguarda la costruzione scenica delle opere.
L’impianto compositivo presenta spesso una certa ripetitività nelle scelte organizzative. Frequentemente, infatti, l’importanza della figura principale è accentuata dalla disposizione degli elementi secondari secondo schemi piramidali variamente elaborati, riprendendo evidentemente una raffinata lezione rinascimentale di impronta leonardesca, michelangiolesca e raffaelita.
Dal punto di vista iconografico, si nota una spiccata abitudine al riutilizzo dei medesimi soggetti in diverse circostanze. Lo si rileva in particolare con l’assai frequentato tema della Madonna con Bambino, dove le uniche variazioni sono sulla numerosità e tipologia delle figure secondarie (santi, angeli, anime del purgatorio) e sulla loro collocazione scenica (in piedi o inginocchiati, ai piedi della Madonna, ai lati o in quinta), mentre la figura centrale mantiene molti elementi fissi: la corona di luce o di fiori, il capo reclinato e lo sguardo rivolto in basso, il piede sinistro sollevato. Certo la ripetitività dei soggetti, e quindi delle scelte stilistiche, è dettata spesso dalle stesse richieste ripetitive da parte delle diverse committenze: è il caso dei misteri del Rosario, altro tema molto eseguito da Monevi, che a partire dal tardo ‘500 conosce una particolare fortuna e diffusione per via della clamorosa vittoria di Lepanto (tra l’altro legata al papa alessandrino San Pio V, con la cui famiglia, attraverso i Bocca e i Bonelli, lo stesso Monevi era lontanamente imparentato).

## Opere
- Assunzione della Beata Vergine (1657), olio su tela cm 320x182, Acqui Terme, Cattedrale di S. Maria Assunta;
- San Biagio (1664), olio su tela cm 112x78, Fraz. Bandita di Cassinelle, Chiesa di S. Croce;
- Misteri del Rosario (<1665), 15 tele esagonali cm 38x33, Acqui Terme, Cattedrale di S. Maria Assunta;
- Dio padre, (1666), olio su tela cm 141x190, Visone, Chiesa dei SS. Pietro e Paolo (già nell'Oratorio di S. Rocco);
- Cicli di affreschi (1668-1670), Acqui Terme, presbiterio e cupola della Cattedrale di S. Maria Assunta;
- Madonna con Bambino, san Giovannino e san Bovo (1669?), olio su tela cm 190x128, Visone, Chiesa dei SS. Pietro e Paolo;
- Cristo con san Gaetano da Thiene e san Probo (>1671), olio su tela, Ponzone, Santuario di S. Maria della Pieve;
- San Pio V e la battaglia di Lepanto (1672-1680), olio su tela cm 204x120, Visone, Chiesa dei SS. Pietro e Paolo;
- Madonna del Rosario con santi (>1672), olio su tela cm 220x173, Dego, Chiesa di S. Ambrogio;
- Madonna con Bambino, san Domenico e santa Caterina da Siena (1673), olio su tela cm 195x130, Fraz. Toleto di Ponzone, Chiesa di S. Giacomo;
- Madonna del Rosario con san Domenico e santa Caterina da Siena (1674), olio su tela cm 200x150, Castelnuovo Calcea, Chiesa di S. Stefano;
- Santissima Trinità (1674), olio su tela, Strevi, Oratorio della SS. Trinità;
- Madonna con Bambino, sant’Antonio abate, san Carlo Borromeo e san Bovo (1675), olio su tela com 203x150 sovrastata da sant’Antonio di Bailonné, olio su tela, Morsasco, Chiesa di S. Bartolomeo;
- Madonna con Bambino e anime purganti (1677), olio su tela cm 189x138, Dego, Chiesa di S. Ambrogio (non esposta);
- Compianto sul Cristo morto con le anime purganti (1678), olio su tela cm 180x118, Visone, Chiesa dei SS. Pietro e Paolo;
- Santissima Trinità con la Madonna, santi e anime purganti (1678), olio su tela cm 234x185, Molare, Santuario di N.S. delle Rocche;
- Deposizione dalla croce con san Giovanni e san Carlo Borromeo (<1680), olio su tela, Mombaldone, Chiesa di S. Nicola;
- Madonna con Bambino, santi e anime purganti (>1680), olio su tela cm 195x125, Melazzo, Chiesa di S. Bartolomeo;
- Madonna con Bambino, sant’antonio da Padova, san Giacomo maggiore e san Francesco (1688), olio su tela cm 193x144, Campertogno, Museo di san Giacomo maggiore;
- Madonna con Bambino, sant’Antonio da Padova, san Defendente e le anime purganti (1691), olio su tela cm 194x140, Orsara Bormida, Chiesa nuova di S. Martino;
- Le anime purganti (>1695), olio su tela, Cremolino, Chiesa di S. Maria della Neve ai Fallabrini;
- Madonna con san Martino e santa Caterina (1697), affresco, Orsara Bormida, Chiesa vecchia di S. Martino;
- Santissima Trinità con l’Immacolata concezione, santi e anime purganti (1702), olio su tela cm 145x117, Cremolino, Chiesa di N.S. del Carmine;
- San Michele con san Fermo, san Domenico e san Bovo (1705), olio su tela cm 222x157, Ponzone, Santuario di S. Maria della Pieve;
- Madonna con Bambino, san Martino e san Francesco da Paola (1708), olio su tela, Orsara Bormida, Chiesa della Madonna dell’Uvallare;
- Madonna con Bambino, san Matteo e san Bonaventura (1712-1713), affresco, Cassine, sacrestia della Chiesa di S. Francesco;
- Allegoria della primavera, affresco, Acqui Terme, Palazzo Veggi;
- Allegoria del giorno e della notte, affresco cm 160x320, Acqui Terme, Palazzo     Levi (Municipio);
- Annunciazione, olio su tela cm 240x165, Molare, Santuario di N.S. delle Rocche;
- Battesimo di Cristo, olio su tela, Morbello, Oratorio di S. Giovanni Battista;
- Cristo benedicente, olio su tela cm 85x68, Acqui Terme, Chiesa di S. Antonio abate;
- Cristo con santi (detta di sant’Alberto), olio su tela cm 182x145, Cremolino, Chiesa di N.S. del Carmine;
- Dio padre, olio su tela cm 108x170, Morsasco, Chiesa di S. Bartolomeo;
- Il roveto ardente, olio su tela, Castelnuovo Bormida, casa canonicale di S. Quirico;
- Immacolata Concezione, olio su tela cm 240x165, Molare, Santuario di N.S. delle Rocche;
- Madonna con Bambino e anime purganti, olio su tela cm 180x125, Ponzone, Chiesa di S. Michele;
- Madonna con Bambino, san Bernardo e san Bovo, olio su tela Cavatore, Chiesa di S. Bernardo in Valle Orecchia;
- Madonna con Bambino, san Carlo Borromeo e sant’Antonio da Padova, olio su tela cm 90x61, Bistagno, Chiesa di S. Giovanni Battista;
- Madonna con Bambino, san Domenico e sant’Antonio da Padova, olio su tela cm 140x110, Alice Belcolle, cappella privata;
- Madonna con Bambino, san Lorenzo e san Giovanni, olio su tela, Cavatore, Chiesa di S. Lorenzo;
- Madonna con Bambino, san Guido e sant’Antonio da Padova, olio su tela cm 112x100, Acqui Terme, Santuario della Madonnalta;
- Madonna con Bambino, san Pietro e san Simone Stock, olio su tela cm 120x85, Sassello, Chiesa di S. Pietro;
- Madonna con Bambino, san Sebastiano e san Rocco, olio su tela cm 180x130, Rivalta Bormida, Chiesa di S. Spirito;
- Madonna con Bambino, santa Caterina e san Giorgio, olio su tela cm 210x120, Montechiaro d’Acqui, Municipio;
- Madonna del Rosario con santi, olio su tela, Vinchio, Chiesa di S. Marco;
- Martirio di san Lorenzo, olio su tela cm 238x185, Molare, Santuario di N.S. delle Rocche;
- Misteri del Rosario, 15 oli su tela esagonali cm 23x23, Grognardo, Chiesa di S. Andrea;
- Madonna del suffragio, olio su tela, Vinchio, Chiesa di S. Marco;
- Natività con i pastori, 2 oli su tela cm 238x106 (sx) e cm 238x10 (dx), Castelnuovo Bormida, Chiesa di S. Quirico;
- Ritratti di vescovi di Acqui e Crocifisso, affreschi, Acqui Terme, Palazzo vescovile;
- Ritratto del vescovo Giovanni Ambrogio Bicuti, olio su tela, collezione privata;
- Ritratto di cavaliere con seguito di armati, olio su tela, Grognardo, Municipio;
- San Gaetano da Thiene, olio su tela cm 212x172, Ponzone, Oratorio di S. Bernardo;
- San Guido, tela, collezione privata;
- San Pietro con san Paolo, sant’Antonio abate e santa Caterina, pala, Ponzone, Chiesa di S. Michele;
- Santa Cecilia in estasi, olio su tela cm 85x68, Acqui Terme, Chiesa di S. Antonio abate;
- Sant’Agostino, olio su tela, Castellazzo Bormida, Chiesa di S. Martino;
- Sant’Alessandro papa con sant’Ambrogio e santa Pudenziana, olio su tela cm 190x118, Visone, Chiesa di SS. Pietro e Paolo (non esposto);
- Sant’Antonio con Gesù bambino, olio su tela, Molare, Santuario di N.S. delle Rocche;
- Santa Rita da Cascia, pala, Castellazzo Bormida, Chiesa di S. Martino;
- Santissima Trinità, olio su tela, Vinchio, Chiesa di S. Marco;
- Santissima Trinità con la Madonna e san Giuseppe, olio su tela cm 190x130, Visone, Chiesa dei SS. Pietro e Paolo;

### Opere di attribuzione incerta
- Madonna con Bambino, san Giuseppe e un santo monaco (1724), olio su tela, Fraz. Casalotto di Mombaruzzo, Oratorio della SS. Trinità (forse del figlio Giovanni Battista);
- Madonna del Rosario, olio su tela, Acqui Terme, sovraporta della sacrestia dei Cappellani della Cattedrale di S. Maria Assunta (opera giovanile o forse di bottega);
- Cicli di affreschi a tema mitologico/allegorico, Visone, Palazzo Madama;
- Crocifisso, affreschi, Acqui Terme, scalone del Palazzo vescovile (forse di bottega);
- Madonna con Bambino, san Sebastiano e san Fabiano, olio su tela cm 195x155, Mombaldone, Chiesa di S. Nicola;
- Madonna con Bambino e angeli, olio su tela, Strevi, Chiesa della Riverenza;
- Madonna con Bambino e santi, olio su tela, Fraz. Ciglione di Ponzone, Chiesa di S. Colombano (forse di Giovanni Battista Monevi);
- Madonna del Rosario, olio su tela, Terzo, Chiesa di S. Maurizio (forse del figlio Giovanni Battista);
- Ritratto di chierico, olio su tela, Visone, collezione privata;
- Ritratto di monaca, olio su tela, Visone, collezione privata;
- San Francesco, olio su tela, Visone, collezione privata;
- Stendardo processionale, olio su tela, Morbello, Oratorio di S. Giovanni Battista;

### Opere di bottega
- Madonna con Bambino, san Sebastiano e san Michele (1696), olio su tela, Strevi, Oratorio di S. Sebastiano;
- Madonna con Bambino, sant’Antonio abate e san Giovanni di Dio (<1714), olio su tela, Fraz. Pianlago di Ponzone, Chiesa dei SS. Antonio abate e Giovanni di Dio;
- Annunciazione, olio su tela, Castelletto Molina, Chiesa di S. Bartolomeo;
- Annunciazione con san Carlo Borromeo, olio su tela, Loazzolo, Chiesa di S. Antonio abate;
- Deposizione dalla croce, olio su tela, Ponzone, Oratorio di S. Sebastiano;
- Madonna con Bambino e santi, affresco, Montaldo Bormida, Chiesa di S. Michele;
- Madonna con Bambino e santi, olio su tela, Strevi, Oratorio della SS. Trinità;
- Madonna con Bambino, san Sebastiano e san Giuseppe, olio su tela, Cessole, Oratorio di S. Sebastiano;
- San Bovo e san Defendente, olio su tela, Cassine, Chiesa di S. Caterina;

### Opere perdute
- Vite di san Francesco, ciclo di affreschi, Acqui Terme, chiostro della Chiesa di S. Francesco;
- Ciclo di affreschi, Strevi, S. Francesco;
- Ciclo di affreschi, Moncalvo, chiostro di S. Bernardo;
- Presentazione di Maria al Tempio, olio su tela, già in Acqui Terme, altare maggiore della Chiesa dei Cappuccini;
- Ultima cena, affresco?, Strevi, refettorio degli Osservanti;